# Дубишно
Дубишно — деревня в Дедовичском районе Псковской области России. Административный центр Шелонской волости.
Расположена на севере района, в 4 км к северу от районного центра Дедовичи.

## Население
| 2001 | 2002 | 2010 |
| ---- | ---- | ---- |
| 455  | ↘433 | ↘370 |

Численность населения деревни по оценке на начало 2001 года составляла 455 человек.

## История
До апреля 2015 года деревня была административным центром Дубишенской волости, упразднённой в пользу Шелонской волости, центр которой также был перенесён из деревни Ясски в Дубишно.

## Известные уроженцы
Васильев, Макар Васильевич (1889—1940) — советский военачальник времен Гражданской войны.